# Joanne Woodward
Joanne Gignilliat Trimmier Woodward (ur. 27 lutego 1930 w Thomasville) – amerykańska aktorka filmowa, teatralna i telewizyjna. Laureatka Oscara dla najlepszej aktorki pierwszoplanowej za rolę w filmie Trzy oblicza Ewy (1958). Jako pierwsza osoba 8 lutego 1960 odcisnęła rękę na Alei Gwiazd w Los Angeles i otrzymała własną gwiazdę znajdującą się przy 6801 Hollywood Boulevard.

## Życiorys
Urodziła się w Thomasville w stanie Georgia jako córka Elinor Gasque (z domu Trimmier) i Wade’a Woodwarda Seniora. Jej drugie imię, „Gignilliat Trimmier”, ma pochodzenie hugenockie. Pasja matki do filmu wpłynęła na jej decyzję o zostaniu aktorką. Matka nadała jej imię na cześć Joan Crawford. Dorastał ze starszym bratem, Wade’em Juniorem. Od najmłodszych lat chciała był aktorką. 
Będąc na premierze Przeminęło z wiatrem w Atlancie, 9–letnia wówczas Woodward przedostała się na paradę gwiazd filmu i usiadła na kolanach u Laurence’a Oliviera, partnera Vivien Leigh, odtwarzającej rolę Scarlett O’Hary. Ostatecznie pracowała z Olivierem w 1977 przy telewizyjnej produkcji Silvio Narizzano Wracaj, mała Shebo (Come Back, Little Sheba) na podstawie powieści Williama Inge’a, gdzie wystąpiła jako sfrustrowana seksualnie Lola. Podczas prób wspomniała mu o tym incydencie, a on powiedział jej, że pamięta. 
Woodward mieszkała w Thomasville, następnie w Blakely i Thomaston, zanim jej rodzina przeniosła się do Marietty, gdzie uczęszczała do Marietta High School. Rodzina ponownie przeprowadziła się do Greenville w Karolinie Południowej, gdy była w drugiej klasie liceum, po rozwodzie rodziców. Ukończyła Greenville High School i występowała również w teatrze Little Theater w Greenville. Studiowała na wydziale teatralnym na Louisiana State University, po czym pojechała do Nowego Jorku, aby występować na scenie. Tam studiowała w Actors Studio, a także uczyła się aktorstwa pod okiem Sanforda Meisnera w Neighborhood Playhouse School of the Theatre.
W 1952 po raz pierwszy trafiła przed kamery w roli Pat w jednym z odcinków serialu ABC Opowieści jutra (Tales of Tomorrow) – pt. „Gorzka burza” („The Bitter Storm”) z Leslie Nielsenem. W 1953 zadebiutowała na Broadwayu w podwójnej roli Millie Owens i Madge Owens w sztuce Williama Inge’a Piknik. Podczas pracy nad sztuką poznała Paula Newmana, z którym wkrótce związała się w życiu prywatnym. Z uwagi na trwanie poprzedniego małżeństwa aktora pobrali się dopiero siedem lat później, 29 stycznia 1958, po wspólnym występie w filmie Długie, gorące lato, podczas uroczystości w hotelu w Las Vegas. W tym samym roku Woodward otrzymała Oscara dla najlepszej aktorki pierwszoplanowej za film Trzy oblicza Ewy.
Spróbowała także swoich sił jako reżyserka odcinków seriali ABC Rodzina (Family, 1979) i PBS American Playhouse (1982), a także produkcji off-Broadwayowskiej Złoty chłopak (1995).
W kolejnych latach ograniczyła działalność aktorską, poświęcając się wychowywaniu trzech córek, lecz jeszcze sporadycznie grała w filmach. Do końca kariery aktorskiej otrzymała jeszcze trzy nominacje do Oscara: w 1969 za film Rachelo, Rachelo, w 1974 za film Summer Wishes, Winter Dreams i w 1991 za film Pan i pani Bridge. W 2005 powróciła na ekran, grając w miniserialu Empire Falls, a za drugoplanową rolę została nominowana do nagrody Emmy.

## Filmografia

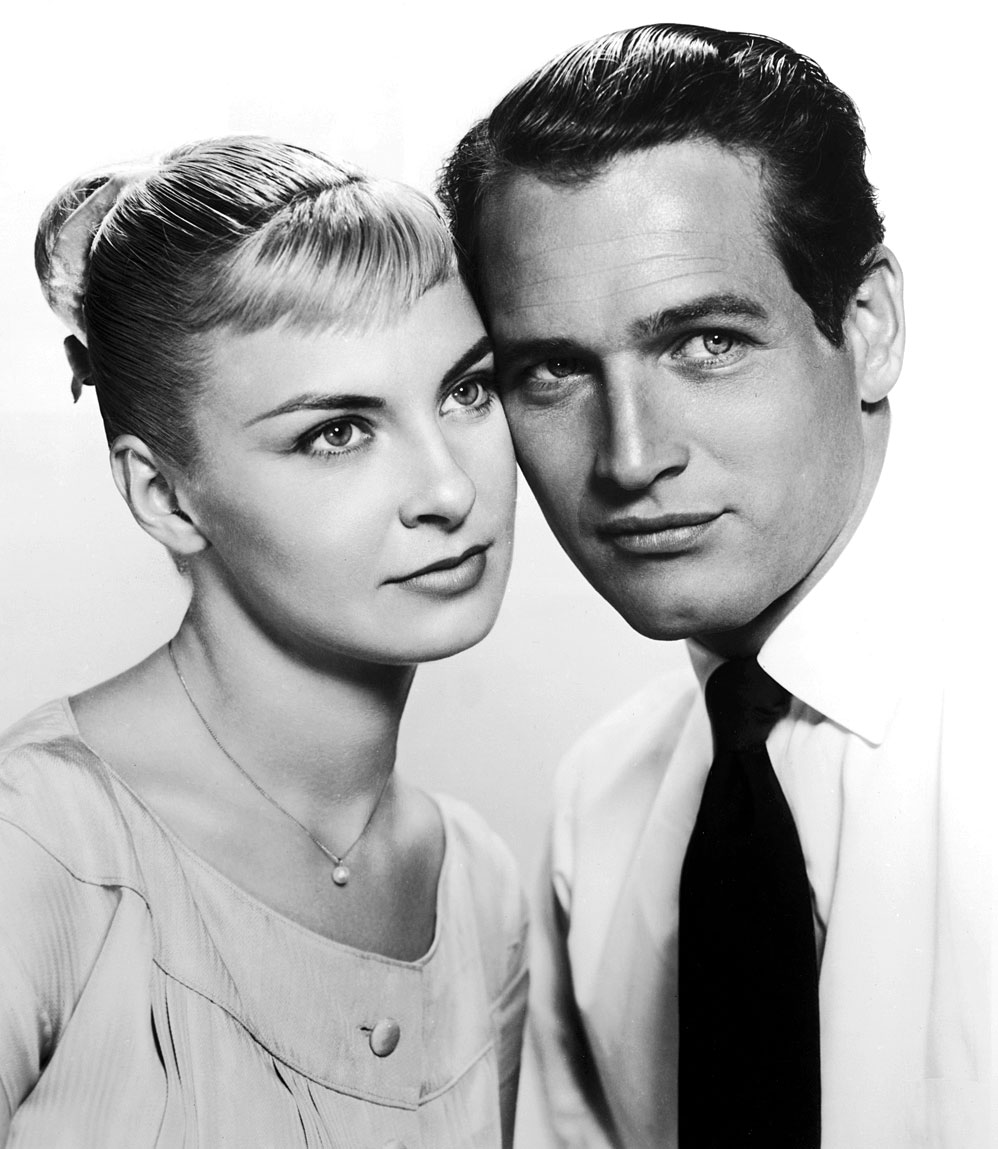
Woodward i Paul Newman (1958)

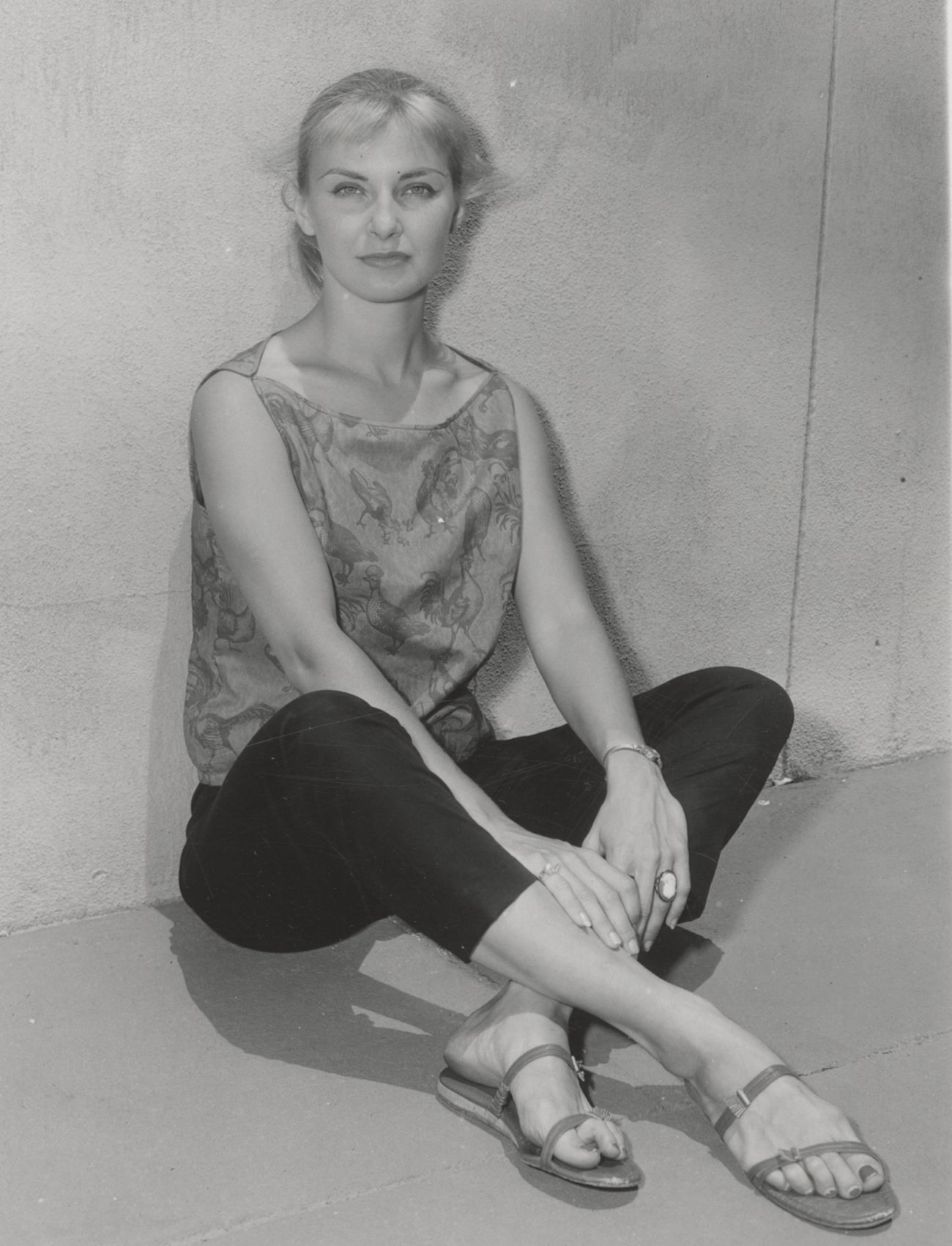
Woodward (1958)

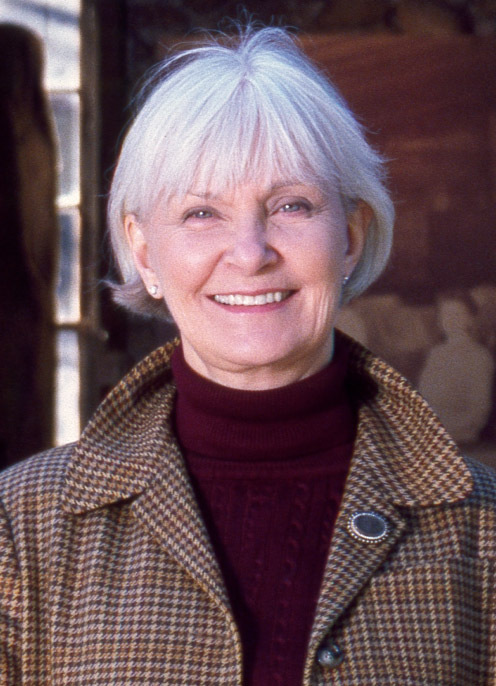
Woodward

### Filmy fabularne
- 1955: Count Three and Pray jako Lissy
- 1956: A Kiss Before Dying jako Dorothy Kingship
- 1957: Wszystko na kredyt (No Down Payment) jako Leola Boone
- 1957: Trzy oblicza Ewy (The Three Faces of Eve) jako Eve White / Eve Black / Jane
- 1958: Awantura w Putman's Landing (Rally 'Round the Flag, Boys!) jako Grace Oglethorpe Bannerman
- 1958: Długie, gorące lato (The Long, Hot Summer) jako Clara Varner
- 1959: Wściekłość i wrzask (The Sound and the Fury) jako Quentin Compson / Narrator
- 1959: Jak ptaki bez gniazd (The Fugitive Kind) jako Carol Cutrere
- 1960: Widok z tarasu (From the Terrace) jako Mary St.John / Pani Alfred Eaton
- 1961: Paryski blues (Paris Blues) jako Lillian Corning
- 1963: The Stripper jako Lila Green
- 1963: Nowy rodzaj miłości (A New Kind of Love) jako Samantha Blake
- 1964: Signpost to Murder jako Molly Thomas
- 1966: Hazardziści z Teksasu (A Big Hand for the Little Lady) jako Mary
- 1966: Przyjemne szaleństwo (A Fine Madness) jako Rhoda Shillitoe
- 1968: Rachelo, Rachelo (Rachel, Rachel) jako Rachel Cameron
- 1969: Zwycięstwo (Winning) jako Elora Capua
- 1970: WUSA jako Geraldine
- 1971: All the Way Home jako Mary Follet
- 1971: Błędny detektyw (They Might Be Giants) jako dr Mildred Watson
- 1972: Bezbronne nagietki (The Effect of Gamma Rays on Man-in-the-Moon Marigolds) jako Beatrice
- 1973: Summer Wishes, Winter Dreams jako Rita Walden
- 1975: Zdradliwa toń (The Drowning Pool) jako Iris Devereaux
- 1976: Sybil jako dr Cornelia Wilbur
- 1976: The John Denver Special
- 1977: Wróć, mała Shebo (Come Back, Little Sheba) jako Lola Delaney
- 1978: A Christmas to Remember jako Mildred McCloud
- 1978: See How She Runs jako Betty Quinn
- 1978: Koniec (The End) jako Jessica
- 1979: The Streets of L.A. jako Carol Schramm
- 1980: The Shadow Box jako Beverly
- 1981: Kryzys w Little Rock (Crisis at the Central High) jako Elizabeth Huckaby
- 1982: Candida jako Candida
- 1984: Passions jako Catherine Kennerly
- 1984: Harry i syn (Harry and Son) jako Lilly
- 1985: Czy pamiętasz miłość? (Do You Remember Love) jako Barbara Wyatt-Hollis
- 1987: Szklana menażeria (The Glass Menagerie) jako Amanda Wingfield
- 1990: Pan i pani Bridge (Mr. & Mrs. Bridge) jako India Bridge
- 1993: Martwe pole (Blind Spot) jako Nell Harrington
- 1993: Zagraniczny romans (Foreign Affairs) jako Vinnie Miner
- 1993: Filadelfia (Philadelphia) jako Sarah Beckett
- 1994: Jeden dzień z życia pewnej pary (Breathing Lessons) jako Maggie Moran
- 2005: Empire Falls jako Francine Whiting

### Seriale telewizyjne
- 1952: Tales of Tomorrow
- 1952-1953: Omnibus jako Ann Rutledge
- 1952-1954: Robert Montgomery Presents jako Penny
- 1953: Goodyear Television Playhouse
- 1953-1954: The Philco Television Playhouse jako Emily
- 1954: Danger
- 1954: You Are There
- 1954: The Web
- 1954: Armstrong Circle Theatre
- 1954: The Ford Television Theatre jako Jane Ledbetter
- 1954: The Elgin Hour jako Nancy
- 1954: Lux Video Theatre jako Jen Townsend
- 1954-1956: Kraft Television Theatre
- 1954-1956: Four Star Playhouse jako Ann Benton / Terry Thomas / Vicki Hallock
- 1954-1956: Studio One jako Lisa / Daisy / Christiana
- 1955: The Star and the Story jako Jill Andrews
- 1955: Star Tonight
- 1955: The 20th Century-Fox Hour jako Eleanor Apley
- 1955: The United States Steel Hour jako Rocky
- 1956: General Electric Theater jako Ann Rutledge
- 1956: Alfred Hitchcock Presents jako Beth Paine
- 1956: The Alcoa Hour jako Margaret Spencer
- 1956: Climax! jako Katherine
- 1958: Playhouse 90 jako Louise Darling
- 1976: The Carol Burnett Show jako Midge Gibson
- 2003: Freedom: A History of Us jako Anne Martin

## Nagrody
| Rok  | Nagroda                                                | Kategoria                                                               | Film                                              |
| ---- | ------------------------------------------------------ | ----------------------------------------------------------------------- | ------------------------------------------------- |
| 1957 | National Board of Review                               | Najlepsza aktorka                                                       | Trzy oblicza Ewy (1957) Wszystko na kredyt (1957) |
| 1958 | Nagroda Akademii Filmowej                              | Najlepsza aktorka pierwszoplanowa                                       | Trzy oblicza Ewy (1957)                           |
| 1958 | Złoty Glob                                             | Najlepsza aktorka w filmie dramatycznym                                 | Trzy oblicza Ewy (1957)                           |
| 1960 | Międzynarodowy Festiwal Filmowy w San Sebastián        | Najlepsza aktorka                                                       | Jak ptaki bez gniazd (1960)                       |
| 1968 | Nagroda Stowarzyszenia Nowojorskich Krytyków Filmowych | Najlepsza aktorka                                                       | Rachelo, Rachelo (1968)                           |
| 1968 | Nagroda KCFCC                                          | Najlepsza aktorka                                                       | Rachelo, Rachelo (1968)                           |
| 1969 | Złoty Glob                                             | Najlepsza aktorka w filmie dramatycznym                                 | Rachelo, Rachelo (1968)                           |
| 1973 | Nagroda na 26. MFF w Cannes                            | Najlepsza aktorka                                                       | Bezbronne nagietki (1972)                         |
| 1973 | Nagroda Stowarzyszenia Nowojorskich Krytyków Filmowych | Najlepsza aktorka                                                       | Letnie życzenia, zimowe marzenia (1973)           |
| 1974 | Nagroda KCFCC                                          | Najlepsza aktorka                                                       | Letnie życzenia, zimowe marzenia (1973)           |
| 1975 | Nagroda BAFTA                                          | Najlepsza aktorka pierwszoplanowa                                       | Letnie życzenia, zimowe marzenia (1973)           |
| 1978 | Nagroda Emmy                                           | Najlepsza aktorka pierwszoplanowa w serialu dramatycznym lub komediowym | Patrzcie jak ona biegnie! (TV, 1978)              |
| 1985 | Nagroda Emmy                                           | Najlepsza aktorka pierwszoplanowa w serialu limitowanym lub specjalnym  | Czy pamiętasz miłość? (TV, 1985)                  |
| 1986 | Nagroda Gildii Aktorów Ekranowych                      | Nagroda za całokształt twórczości                                       | –                                                 |
| 1990 | Nagroda Emmy                                           | Znakomite informacje specjalne                                          | American Masters (1989)                           |
| 1990 | Nagroda KCFCC                                          | Najlepsza aktorka                                                       | Pan i pani Bridge (1990)                          |
| 1990 | Nagroda Stowarzyszenia Nowojorskich Krytyków Filmowych | Najlepsza aktorka                                                       | Pan i pani Bridge (1990)                          |
| 1995 | Złoty Glob                                             | Najlepsza aktorka w miniserialu lub filmie telewizyjnym                 | Jeden dzień z życia pewnej pary (TV, 1994)        |
| 1995 | Nagroda Gildii Aktorów Ekranowych                      | Najlepsza aktorka w miniserialu lub filmie telewizyjnym                 | Jeden dzień z życia pewnej pary (TV, 1994)        |